# 入善町役場
入善町役場（にゅうぜんまちやくば）は、日本の地方公共団体である入善町の組織が入り執行機関としての事務を行う施設（役所）。

## 沿革
1953年（昭和28年）10月1日に周辺の村と合併した時点での入善町役場は、旧入善町役場に置かれ、合併前の7村の役場は支所となった。本庁舎屋には十分なスペースが無く、小学校の旧校舎を仮庁舎としていた（現在、跡地は駐車場となっている）。
1971年（昭和46年）4月30日、入膳3255番地にて1970年7月から着工していた鉄筋コンクリート造4階建て、延床面積4,125 m2の町役場が完成し、同年5月8日に竣工式が行われた。
2024年（令和6年) 5月26日、入善町中央公園北側に現在の役場庁舎が完成し竣工式が行われた。また、同年5月27日より業務が開始された。新庁舎は地上3階建てで、利便性を高めるため1階内のワンフロア・サービスを実現したほか、地下水や太陽光発電を利用し環境負荷の低減を図っている。

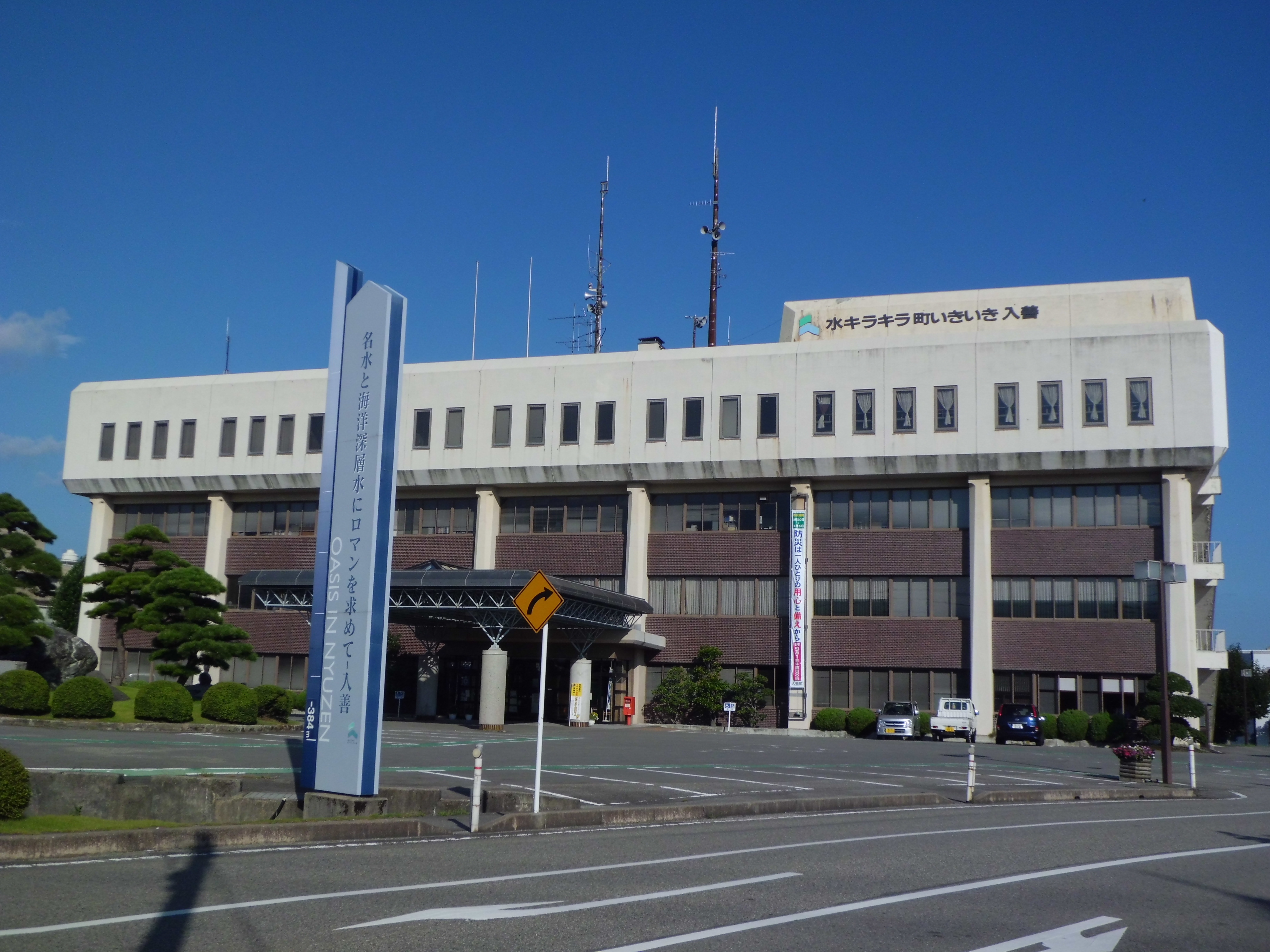
入善町役場（旧庁舎）